# Nathalie Schneyder
Nathalie Schneyder (São Francisco (Califórnia), 25 de maio de 1968) é uma ex-nadadora sincronizada estadunidense, campeã olímpica.

## Carreira
Nathalie Schneyder representou seu país nos Jogos Olímpicos de 1996, ganhando a medalha de ouro por equipes. 